# Valbona (Fluss)
Valbona ist der Name eines Flusses im Norden Albaniens. Sie gilt als größter Fluss der Albanischen Alpen, deren zentralen östlichen Teil sie entwässert.

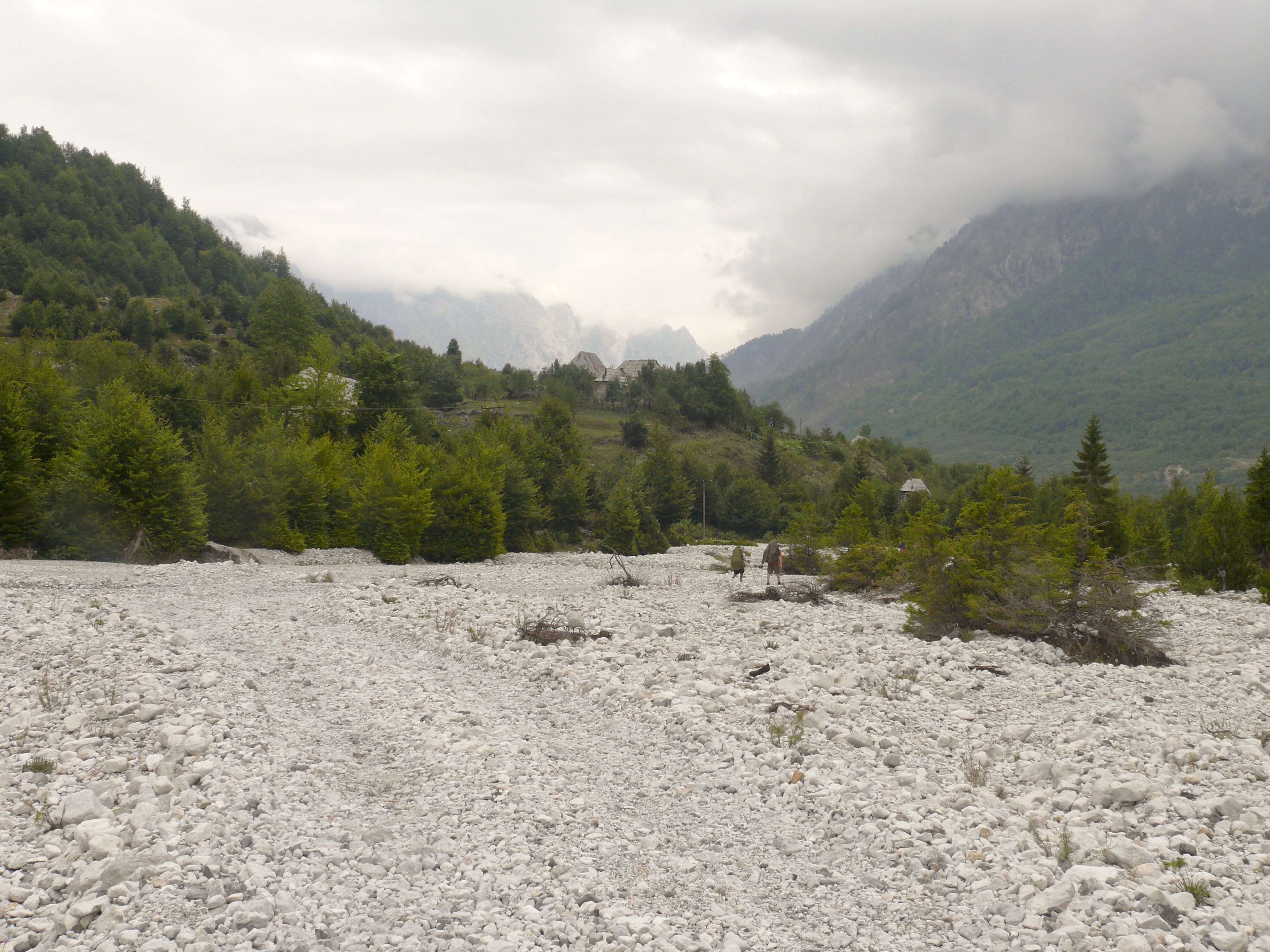
Flussbett mit Weg bei Rrogam

Der Fluss entspringt südlich der Jezerca auf der Ostseite des Passes Qafa e Valbonës in Tropoja aus Karstquellen. An ihrem Oberlauf durchfließt die Valbona ein rund 30 Kilometer langes, von Gletschern geformtes Tal, das den gleichen Namen trägt. Der Ort Rragam, die höchste Siedlung im Valbona-Tal, ist heute kaum mehr bewohnt. Von hier an ist der Talboden über einige Kilometer flach und recht breit, ein typisches U-Tal. Der flache Abschnitt ist geprägt von einem breiten Schotterbett, in dem der Fluss im Sommer nicht immer Wasser fließt – das Wasser sucht sich auf rund sieben Kilometer unterirdisch einen Weg. Am Ende des Schotterbetts liegt die Ortschaft Valbona. Kurz unterhalb des Orts wird das Tal steil und eng. An einer etwas breiteren Stelle liegt das kleine Dorf Dragobia, in einem Seitental das Dorf Çerem. Am Ende des Valbona-Tals passiert der Fluss vor Shoshan eine tief eingeschnittene Schlucht und tritt dann in ein weites Trogtal aus, über dem die Stadt Bajram Curri liegt. In diesem Becken nimmt die Valbona die Flüsse Gash und Bistrica auf. Die Valbona mündet, nach einer weiteren engen Passage zwischen Bergen, bei Fierza rechtsseitig in den zum Koman-Stausee gestauten Drin.
Die 50,6 Kilometer lange Valbona gilt als größter Nebenfluss des Drin. Trotzdem behält sie während des ganzen Verlaufs ihren wilden, alpinen Charakter. Sie entwässert ein Gebiet von 657 Quadratkilometern Fläche. Die durchschnittliche Abflussmenge im unteren Teil beim Ort Gria beträgt 33 Kubikmeter pro Sekunde.
Der Valbona-Gletscher erreichte in der Würmeiszeit eine Länge von 9,5 Kilometer. Er erstreckte sich von der Nordostflanke der Jezerca, wo sich noch heute zwei sehr kurze, aktive Gletscher befinden, bis wenig unterhalb von Valbona. An dieser Stelle auf rund 920 m ü. A. ist noch heute der Übergang vom breiten Trogtal in ein schmales Kerbtal zu erkennen.
Im klaren Wasser des Flusses finden sich diverse Fischarten, darunter die Marmorataforelle.
Das obere Valbonatal bis Shoshan gehört wie umliegende Gebiete seit 2022 zum Nationalpark Alpen Albaniens. Der frühere Nationalpark Valbonatal ist darin aufgegangen.
Im Jahr 2016 regte sich Widerstand bei der lokalen Bevölkerung und von Umweltaktivisten gegen den geplanten Bau von sechs Wasserkraftwerken am Oberlauf, da diese nicht nur das Schutzgebiet des Nationalparks stören, sondern auch den Tourismus negativ beeinflussen würden. Zwei zwischenzeitlich fertig gebaute Wasserkraftwerke produzierten Anfang 2022 trotz Verboten durch Gerichte weiterhin Strom. Daneben existieren Pläne für zahlreiche weitere Wasserkraftwerke.